# Hypodoryctes sibiricus
Hypodoryctes sibiricus är en stekelart som beskrevs av Kokujev 1900. Hypodoryctes sibiricus ingår i släktet Hypodoryctes och familjen bracksteklar. Arten är reproducerande i Sverige. Inga underarter finns listade i Catalogue of Life.